# サトームセン
サトームセン株式会社（英: SATO MUSEN CO., LTD.）は、かつて存在した家電量販店チェーン企業。2008年7月15日に事業を停止し、2013年5月31日にヤマダ電機（現・ヤマダホールディングス）に吸収合併され法人消滅となった。

## 概要
1946年5月、佐藤暢夫により佐藤無線研究所として創業。1948年8月に株式会社に改組、佐藤無線株式会社となる。
1950年代に『クライスラー』ラジオキット（ラジオキャビネット）の製造販売で成長し、その後家電品小売に進出。1972年1月にサトー無線株式会社に商号を変更、1975年10月に再び商号を変更しサトームセン株式会社となった。
最盛期には秋葉原に本店以下8店舗を構え、関東地方有数の家電量販チェーンを展開していた。キャッチコピーは「確かな物を、確かな店で」のほか、「あなたの近所の秋葉原」「秋葉原の大型電器店」「秋葉原のサトームセン」など郊外店において「秋葉原」を強調したものが多かった。
経営不振から、マツヤデンキ、星電社とともに、3社共通の親会社であるぷれっそホールディングス（2006年設立）がヤマダ電機に買収されたことで同社の傘下に入り、既存の全店舗は2007年以降ヤマダ電機（現・ヤマダデンキ）の店舗に転換された。本社は店舗営業当時は東京都千代田区外神田2-4-4にあったが、事業停止後の2008年9月にヤマダ電機本社内に登記上本店を移転した。
その後、2013年5月31日付をもって、同じくヤマダ電機グループの「ダイクマ」と共に法人格をヤマダ電機に吸収されることになり、法人としての「サトームセン」も消滅し、名実ともに67年の歴史に幕を下ろした。

## 沿革
- 戦後のラジオブーム期に、電子部品商として急成長する。1950年頃より、秋岡芳夫ら若手インダストリアルデザイナーを起用した、斬新なラジオキャビネット（ラジオキット）を『クライスラー』ブランドで矢継ぎ早に発売し、業界に不動の地位を築いた。
- その後、家電品小売に進出。Hi-Fiブームの中で日本ビクターとの関係を強め、一部店舗の看板にもビクターのロゴを入れていた。
- 秋葉原地区に最大8店舗を構え、秋葉原を代表する家電量販店の1つでもあった。しかし他の秋葉原の量販店同様、バブル崩壊後の不況（失われた10年）やPC販売の不振、ヨドバシカメラの進出や、ヤマダ電機などの郊外型量販店の躍進に伴い、経営状態が悪化。
- 2003年1月から2004年3月までの期間には20の店舗（うち秋葉原が7）を閉鎖。
- 2005年
  - 4月 - マツヤデンキとの統合を視野に入れた上で提携。これにより創業家である佐藤一族は経営から退き、マツヤデンキから経営陣が送り込まれ社長および会長職には当時のマツヤデンキの会長であった檜山健一郎（東芝OB）が就任。
  - 7月 - マツヤデンキ同様、新生銀行傘下の投資ファンドの傘下になる。
  - 2005年後半より再び不採算店舗の閉鎖を加速させ、秋葉原の3店舗と綱島に所有する店舗を不動産業のゼファーにより証券化[2]。
- 2006年
  - 1月1日 - 約60年間続いたノンマニュアル主義と従業員に制服がない制度が当時の社長の提言で改められる。
  - 4月 - マツヤデンキ・星電社とともに、本部機能を、大阪日本橋に移転したマツヤデンキ本社内に集約。
  - 10月1日 - マツヤデンキ、星電社、サトームセンの3社が株式移転し持株会社ぷれっそホールディングス（本社・東京）を設立し経営統合。サトームセンの社長には初の生え抜き社長である海老原重範が就任。
- 2007年
  - 6月29日 - 親会社であるぷれっそホールディングスが、ヤマダ電機の完全子会社となる。
  - 11月11日 - 秋葉原の駅前1号店（写真）が閉鎖され、ヤマダ電機（パソコン関連商品販売専門）に転換。サトームセンが営業する秋葉原の店舗はカシオショップのみとなり、秋葉原での一般家電販売から撤退。
  - 12月22日 - 全店舗をヤマダ電機ブランドへ転換完了し、「サトームセン」店舗が消滅。サトームセンのアフターサービスやポイントカード等については旧サトームセン店舗でのみ可能であり、それ以外のヤマダ電機店舗では対応していない。
- 2008年7月15日 - 旧サトームセン店舗がすべてヤマダ電機の直営となり、サトームセンは所有資産の管理会社となる。
- 2013年5月31日 - ヤマダ電機に吸収合併され、サトームセンは67年（実質的な営業展開は62年）の歴史に幕を下ろした[3]。
- 2020年8月30日 - 秋葉原の駅前1号店跡に所在したツクモ秋葉原駅前店（ヤマダ電機傘下）が閉店し、サトームセンの本拠地であった秋葉原から完全撤退した[4]。

## 店舗一覧

### ヤマダ電機に転換された店舗
転換時に店名変更した店舗は()内にサトームセン時代の店名を記載
東京都

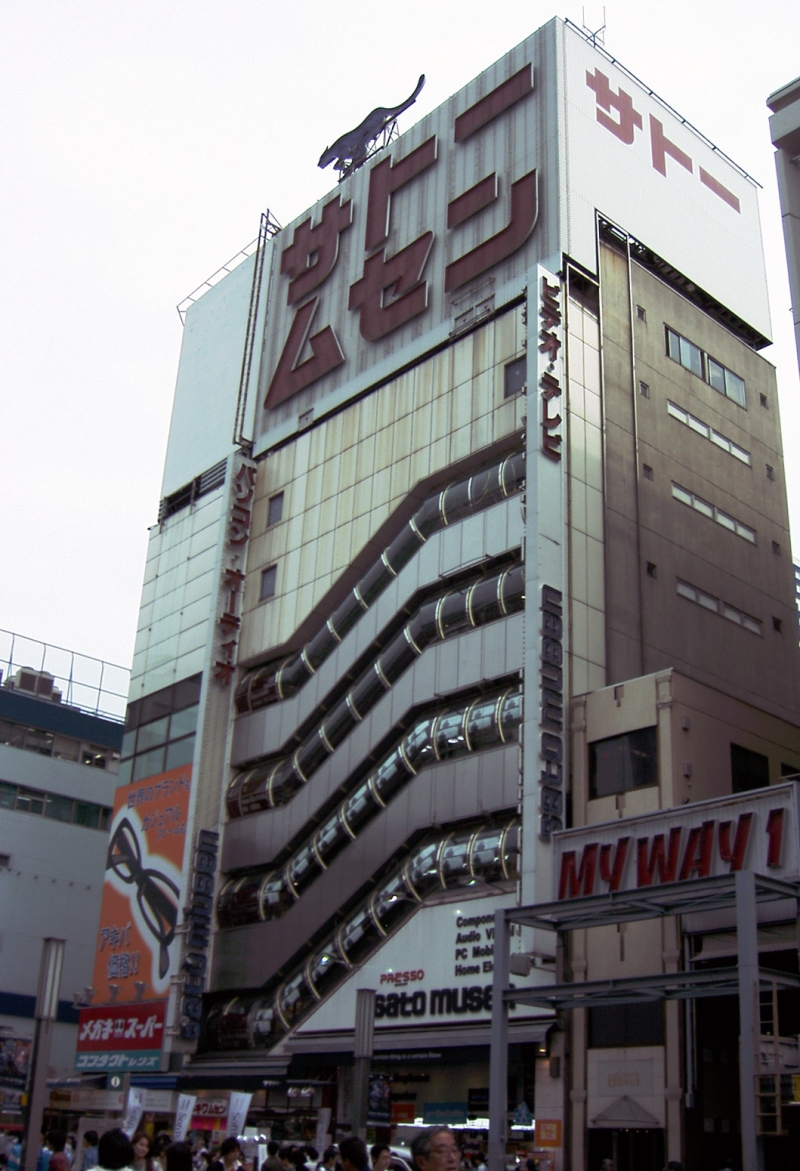
駅前1号店（現：ソフマップAKIBA駅前店）（隣のメガネスーパーは旧駅前6号店）

- LABI秋葉原パソコン館（駅前1号店 - 2007年11月11日に閉鎖） - 2007年12月14日に転換、2020年1月11日にツクモ秋葉原駅前店へ再度転換[5]、同年8月30日に閉店[4]。現在はソフマップ[6]
- 永山店 - 2007年12月1日転換、2015年5月7日閉鎖。その後ノジマとなるが2017年10月1日閉鎖、現在は西松屋
- 葛西店 - 2007年12月1日転換、2011年9月25日閉鎖
- 東久留米店 - 2007年12月1日転換、2016年5月5日閉鎖。現在はハードオフ・ホビーオフ・オフハウス
- 東久留米前沢店 - 2007年12月1日転換、2009年10月27日閉鎖、現在はサンドラッグ・ダイソー
- 大田糀谷店 - 2007年12月22日転換
- 赤羽北本通り店（旧ダイエー赤羽北本通り店） - 2007年12月8日転換、2015年11月30日閉鎖。現在はノジマ
- 碑文谷店（旧ダイエー碑文谷店） - 2007年12月8日転換、2015年11月30日閉鎖、現在はノジマイオンスタイル碑文谷店

埼玉県
- 志木駅前店（新座店） - 2007年12月8日転換、2010年8月2日閉鎖
- 東川口店 - 2007年12月1日転換

神奈川県
- 東戸塚店 2007年12月22日転換、2016年2月29日閉鎖
- 鶴見店 - 2007年12月1日転換
- 武蔵中原店 - 2007年12月22日転換

千葉県
- 行徳店 - 2007年12月1日転換、2014年1月17日閉鎖
- 上本郷店 - 2007年12月1日転換
- SHOPS市川店 - 2007年12月1日転換
- 五香店 - 2007年12月1日転換
- 松戸西口店（ダイエー松戸西口店） - 2007年12月8日転換、2009年9月17日閉鎖
- 新松戸店（新松戸けやき通店）（ダイエー新松戸店） - 2007年12月8日転換、2016年1月11日閉鎖
- ダイエー津田沼店(モリシア津田沼) - 2003年5月30日開店、2005年11月20日閉鎖（旧：習志野サンペデック3F）、ダイエー撤退に伴い閉店、2008年4月18日にLABI津田沼として再開店

### 閉鎖した店舗
東京都 秋葉原地区

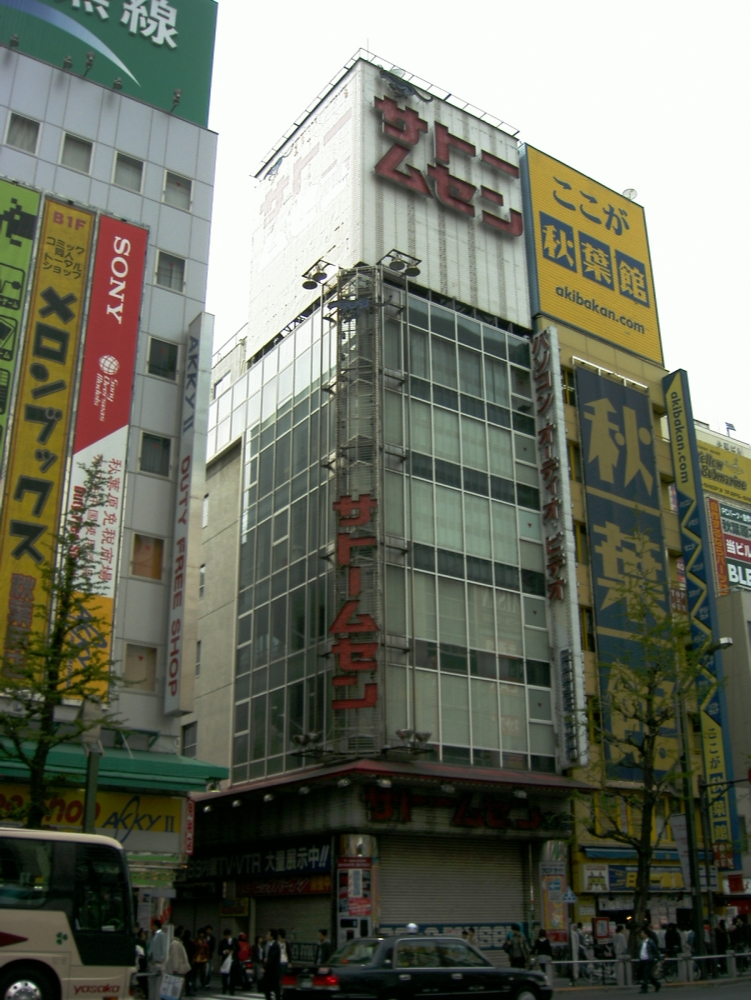
閉店直後の本店（2007年撮影）

- 本店 - 2007年閉鎖（現：LIVE PARK in AKIBA→クラブセガ秋葉原新館→セガ秋葉原3号館）
- 中央通り店 - 2004年閉鎖（現：S@Y（セイアット）→タイトーステーション秋葉原店）
- 中央通り2号店 - 2004年閉鎖（現：虎の穴ビル コミックとらのあな秋葉原店B）
- メディアセンター店→パソコン館PCisLand - 2004年閉鎖（現：東京レジャーランド秋葉原店）
- ニューアキハバラセンター1号店
- 駅前2号店 - 第1号店（現：ベックスコーヒー秋葉原電気街口店）
- 駅前3号店
- 万世橋店 - 万世ビル2階（現：ラオックスザ・デジタル館→ビッグアップル.秋葉原店ほか）
- 駅前5号店 - 2006年閉鎖（現：TRADER2）
- 駅前6号店 - 2006年11月5日閉鎖（現：メガネスーパーAKIBA館→セガ秋葉原4号館ほか）
  - カシオショップ2号店 - 2006年11月5日閉鎖[7]
- ラジオ会館1F1号店 - 2006年閉鎖（解体）
- ラジオ会館1F2号店
- ラジオ会館2F1号店
- ラジオ会館3F1号店
- ラジオ会館4F1号店
- ラジオ会館4F2号店
- Natural Sound Space サトー
- パソコンランド
- 御茶ノ水店（当初は駅前6号店という名称だった）
- 神田店
- カシオショップ1号店

東京都 秋葉原地区以外
- 小田急町田店
- 東急町田店
- 東急吉祥寺店
- 新宿小田急店
- ルミネ立川店 - 2001年閉鎖
- 大森店
- 荻窪店
- ルミネ北千住店
- 西荻窪店
- 赤羽店
- 小金井店 - 2003年閉鎖（現：セイジョー武蔵小金井店）
- つくし野店
- 多摩そごう店
- 町田鶴川店（現：サンドラッグ町田野津田店）
- 三鷹店 - 2002年8月27日改装の為閉鎖→三鷹店パソコン館 - 2002年9月13日開店、2004年3月15日閉鎖
- 三鷹店電器館 - 2002年9月13日開店、2005年9月25日閉鎖（現：でんきち三鷹本店）
- 青梅店 - 2006年3月12日閉鎖（現：ザ・ダイソーおうめ新町9丁目店）
- 足立古千谷店 - 2006年閉鎖（現：スーパーベルクス足立古千谷店）
- 足立ひとつや店 - 2006年閉鎖（現：ザ・ダイソー足立ひとつや店）
- 蒲田店
- 西葛西店
- 渋谷店

神奈川県
- 相模大野店 - 2003年閉鎖（現：快活CLUB相模大野駅前店）
- 綱島店電器館・綱島店メディア館 - 電器館閉鎖に伴い売り場を集約。2007年11月11日閉鎖[8]。
- 武蔵小杉店 - 2006年閉鎖
- 川崎店
- 中央林間店
- 横浜そごう店
- 希望ヶ丘店 - 2006年閉鎖
- 平塚店
- 港南台店 - 2004年2月15日閉鎖（現：港南台メディカルビル）
- 青葉台店
- 弥生台店 - 2007年11月11日閉鎖
- 古淵店 - 2005年閉鎖（現：BOOK・OFF PLUS 古淵駅前店 アパレル・家電館）
- 川崎宮前店 - 2007年11月11日閉鎖（現：食品館あおば初山店）
- 瀬谷南台店 - 2005年閉鎖（現：BOOK・OFF SUPER BAZAAR瀬谷南台店）
- 中山店（マルエツ中山店内）

埼玉県
- 伊勢丹浦和店 - 2001年閉鎖
- 志木ニュータウン店 - 2001年1月28日閉鎖
- 新所沢パルコ店 - 1995年閉鎖
- 大宮そごう店 - 2002年8月31日閉鎖
- 和光店 - 2002年2月24日閉鎖
- 上福岡店（現：ビッグ・エー上福岡一丁目店）
- 北越谷店
- 所沢店
- 新大宮バイパス店
- 南浦和店 - 2003年閉鎖
- 草加バイパス店
- 川口そごう店 - 2002年2月28日閉鎖
- 入間店 - 2006年閉鎖（現：ぐるぐる大帝国 入間店）
- 北本店 - 2005年12月11日閉鎖（現：ビッグモーター北本店（2023年10月31日閉鎖））
- 飯能店 - 2006年閉鎖（現：かっぱ寿司飯能店[注釈 2]）
- 上尾平塚店 - 2006年1月22日閉鎖
- 上福岡店 - 2003年閉鎖
- 南浦和文蔵店 - 2005年閉鎖（現：ザ・ダイソー浦和文蔵店）
- せんげん台店 - 2007年11月11日閉鎖（現：みずほ銀行せんげん台支店）

千葉県
- BOXHILL松戸店
- 浦安店
- 船橋店
- 我孫子店 - （現：くすりの福太郎我孫子店、一階・二階売場ともに元サトームセンのフロア）
- 木更津そごう店
- 臼井店
- 新松戸店
- 都賀店
- 富里インター店
- 長沼店
- 夏見台店 - 2005年閉鎖（居抜きで2006年7月1日住宅情報館船橋店→閉鎖・更地に→2012年10月25日ウエルシア薬局船橋夏見台店）
- 鎌ヶ谷店 - 2007年11月11日閉鎖 - （現：くすりの福太郎鎌ヶ谷店など 2008年4月1日開店、建物はそのまま建て替えせずに改装のうえ使用）
- おゆみ野店 - 2005年閉鎖（スポーツカムイおゆみ野店→閉鎖→トレファクマーケットおゆみ野店）
- PAT稲毛店 - 2006年閉鎖

茨城県
- 水海道店
- 取手店
- 学園都市店 - 2003年閉鎖（ブックエース/TSUTAYA つくば学園店を経て、現：土一・竹園TOPPA館つくば校）

## CMソング
軽妙なテーマソング（作詞：伊藤アキラ、作曲：長沢ヒロ）に乗せて、ジャガーを擬人化したキャラクター「じゃがお（時にじゃがた）」と「じゃがこ」が踊る関東ローカルCMで知られた。
このCMソングはサトームセンの店頭で流されていたほか、家電量販店のCMソングを集めたコンピレーション・アルバム『エレクトリックパーク』（ポニーキャニオン）にも収録されている。また、通信カラオケのUGA、JOYSOUND、DAMで歌うことができる。